# Albert (prénom)
Pour les articles homonymes, voir Albert.
Albert est un prénom français d'origine germanique, fêté à différentes dates selon le saint auquel il se réfère. Albert est une forme savante reprise à l'allemand Albrecht, par l'intermédiaire du latin ecclésiastique Albertus. La forme traditionnelle et populaire du français est Aubert, resté comme patronyme fréquent.
C'est une forme courte de l'anthroponyme Adalbert, issu de adal  « noble », et berh(a)t  « brillant, illustre ».

## Variantes linguistiques
- allemand : Albert, Albrecht, Elbert
- albanais : Albert
- bulgare : Алберт ou Албер
- catalan : Albert
- espagnol : Alberto
- galicien : Alberte
- italien : Alberto, Albertin, Albertini
- japonais : アルバート
- latin : Albertus
- letton : Alberts
- néerlandais : Albrecht, Albercht, Aelbrecht
- portugais : Alberto
- russe : Альберт

## Autres formes
- formes masculines : Aubert, hypocoristique Albertin
- formes féminines : Alberte, Alberthe, Albertine.
- Anciennes formes devenus patronymiques Aubey, Auberty, Aubertin, Aub(e)let, Aub(e)lin[2].